# Universidad de tecnología de Papúa Nueva Guinea
La Universidad de tecnología de Papúa Nueva Guinea (en inglés: Papua New Guinea University of Technology) o "Unitech" tiene su sede a 8 km de Lae, en la provincia de Morobe de Papúa Nueva Guinea. Cuenta con 13 departamentos de enseñanza y 3 universidades afiliadas.
Es la segunda universidad más grande en Papúa Nueva Guinea después de su 'hermana' la Universidad de Papúa Nueva Guinea en Puerto Moresby. Mientras la UPNG se concentra en las artes, las ciencias puras, el derecho y la medicina, la Unitech se centra en la investigación en ciencias tecnológicas o aplicada. Es la única universidad tecnológica en el Pacífico Sur, fuera de Australia y Nueva Zelanda.